# 哈兰德与沃尔夫造船厂
哈兰德·沃尔夫重工（Harland & Wolff）位于北爱尔兰首府贝尔法斯特，它精于船舶建造和外海工程。它是一家百年重工业公司。
哈兰德·沃尔夫建造了多艘著名船只，包括白星航运的泰坦尼克号、其姊妹船舰奥林匹克号和不列颠号。该公司的官方历史传记于一九八六年出版发行。
到二零一一年为止，该公司过七成半的电力由外海风能提供。

## 早期历史

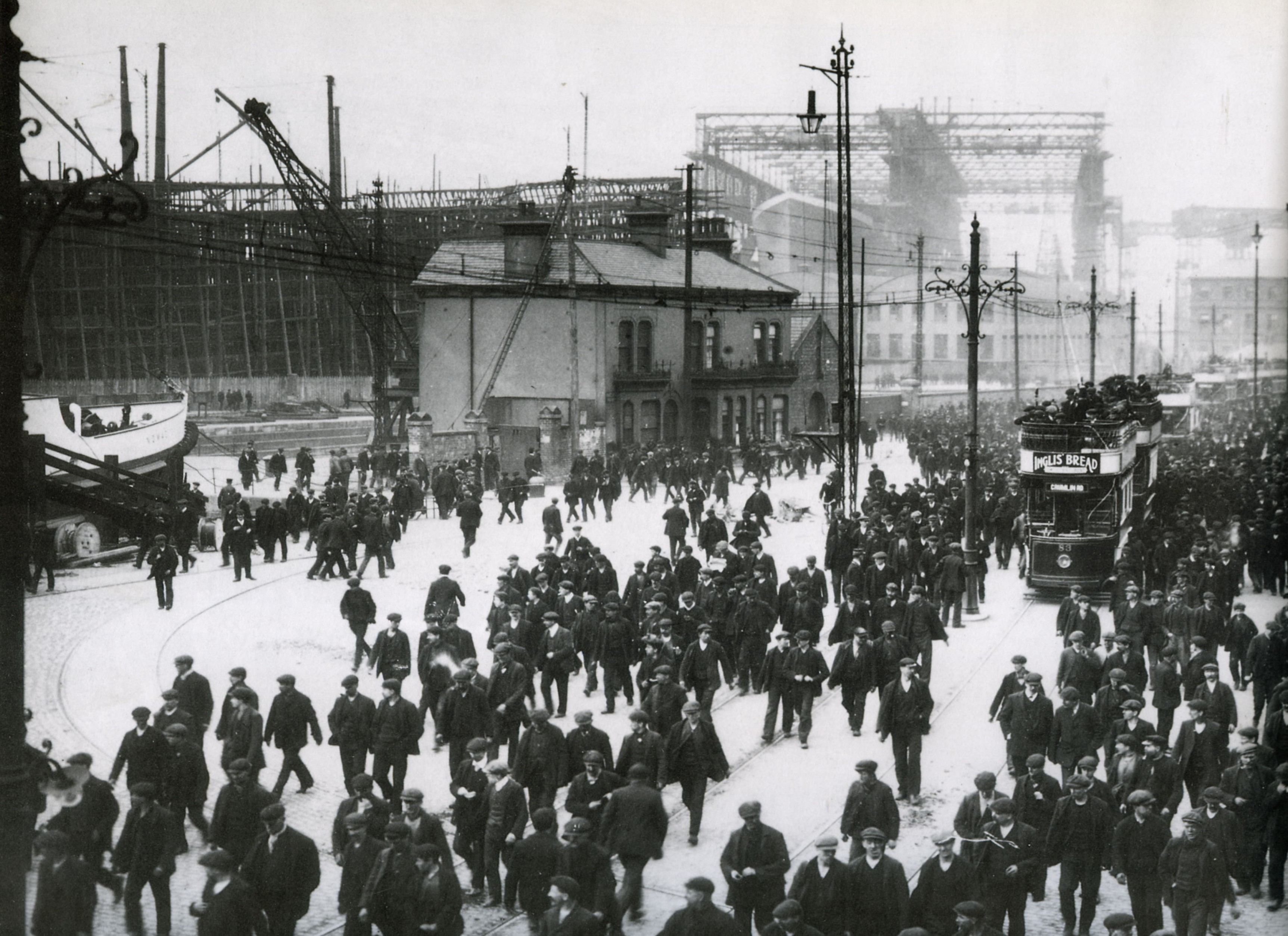
一九一一年初，工人正在离开造船厂，远处背景是尚在建造的泰坦尼克号

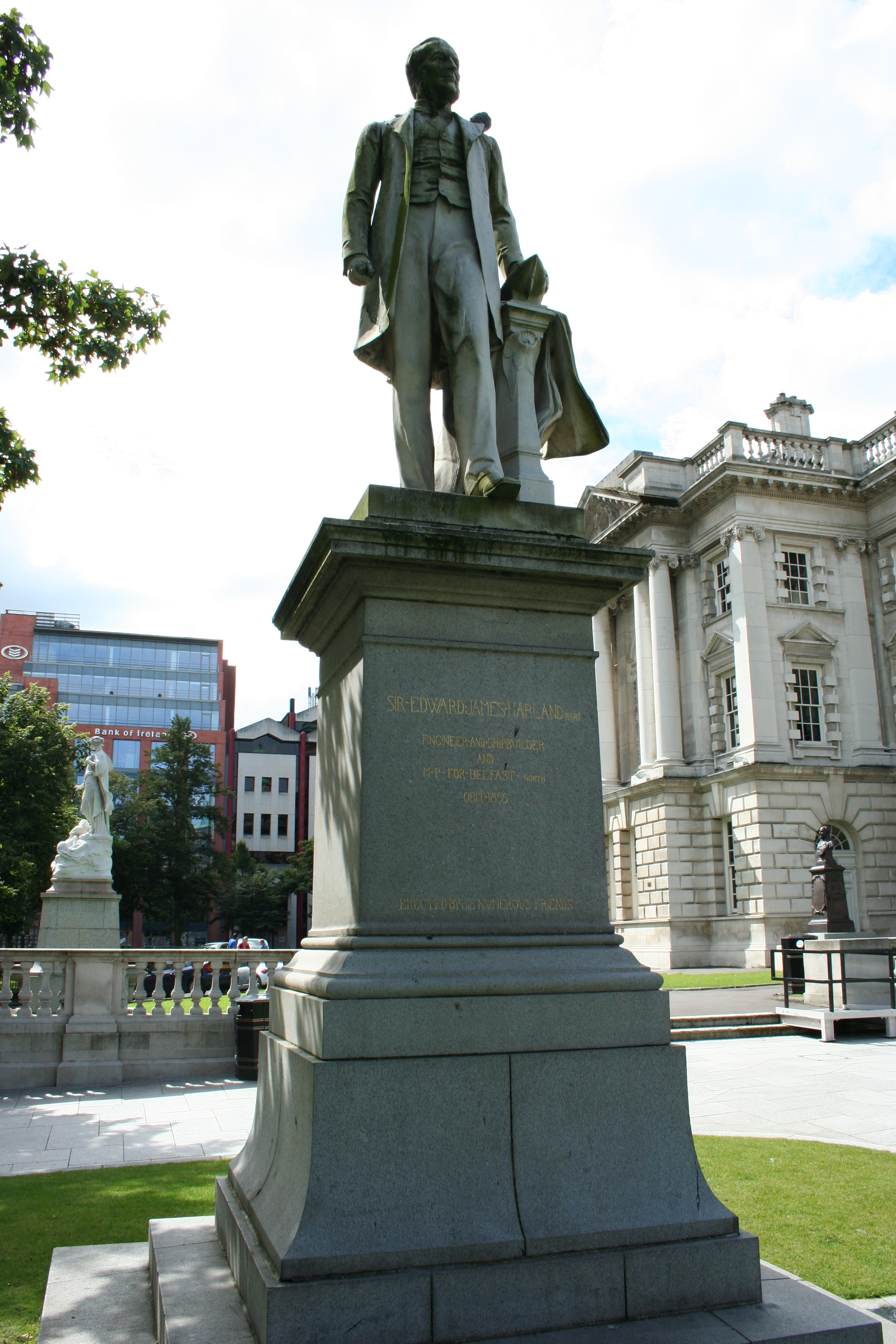
市政厅前的爱德华·哈兰德雕像

哈兰德·沃尔夫造船厂由爱德华·詹姆斯·哈兰德与德裔英国人噶思塔夫魏尔汉姆沃尔夫于一八六一年成立。
一八五八年，时任一家小型造船厂总经理的哈兰德从其雇主那里买下了他工作的造船厂。之后，哈兰德将他当时的助手沃尔夫提升为生意伙伴。通过沃尔夫的关系，哈兰德·沃尔夫造船厂获得了Bibby航运公司的订单。造船厂的头三艘船都是为该航运公司所建造的。
当爱德华·哈兰德于一八九五年逝世之后，威廉詹姆斯·皮耶尔成为船厂新的主席。他一直保持着该职位，直到一九二五年去世为止。托马斯·安德鲁斯，泰坦尼克号的设计师就是在威廉任职期间进入公司成为总经理和设计部负责人的。
一九一二年，哈兰德·沃尔夫重工买下了位于加文的另外三家造船厂并加以改造，最终形成一个拥有七个码头，一个乾船坞和一些车间的造船厂。在这里，哈兰德·沃尔夫专精货轮和油轮的建造。一九一九年，通过股票收购，哈兰德·沃尔夫买下与其相邻的一家造船公司和一间钢厂。之后，公司又在利物浦，伦敦等地设立了工厂。不过，在六十年代初，当公司将总部和营运重心转移到贝尔法斯特之后，这几处造船厂便陆续关闭。

## 战时岁月
一战时，哈兰德·沃尔夫建造了淺水重砲艦和巡洋舰。这当中包括了配备15英寸火砲的「大型轻型巡洋舰」光荣号。一九一八年，该公司在马斯格雷夫海峡东侧开设了一个新的造船厂，名为东船廠。这为战争生产了大规模标准设计的船舶。
于二十年代，天主教工人经常被船厂开除。
一九三六年，哈兰德·沃尔夫与肖特兄弟成立了蕭特·哈兰德有限公司。这是一家专门制造飞机的子公司。它从亨德里·佩奇有限公司获得首批订单，为皇家空军建造了一百八十九架亨德里·佩奇赫里福德（Handley Page Heyford）轰炸机。在二战时，因为赫里福德已停止服役，这工厂改而建造蕭特斯特林（Short Stirling）轟炸機。
造船厂于二战时期非常忙碌，它建造了六艘航空母舰，两艘巡洋舰（当中包括贝尔法斯特号），和一百三十一艘其他海军舰艇。它更修理了两万两千多艘船只，并制造了戰車和火砲部件。正是此时，公司雇员高达约三万五千人。然而，哈兰德·沃尔夫在战争头三年专注于修船，建船的工作多数是被委托 。 一九四一年四月和五月，皇后岛的船廠遭受到納粹德國空軍的猛烈轰炸，使造船设施受到相当大的破坏，飞机制造厂亦被摧毁。

## 战后时光
五十年代后期，喷射客机兴起，远洋定期船的需求相对下降。面对日本的竞争，英国造船业受到冲击。于一九六零年该公司为皇家邮政公司生产了最后一班船轮，它名为MV Arlanza。于一九六一年完成的最后一班船轮，是鐵行輪船公司
的SS Canberra船只。
六十年代，船厂生产了油轮Myrina，这是当时最显着的成就。它是英国第一艘超级油轮，亦是一九六七年九月分最大的一艘。在同一时期，该船厂亦建造了三脚半潜式钻井平台Sea Quest。它能沿着三条平行滑道发射，这技术是有史以来第一及唯一一次实行。
六十年代中期，以保就业，英国政府开始为英国造船厂提供贷款和补贴。当中有些资金用于资助造船厂的现代化，使它能建造更庞大的战后商船。
造船厂一向以来都有着亲基督教的声誉。于一九七零年北爱尔兰问题冲突期间，五百名天主教工人被船厂驱逐。
一九七七年，尽管船厂不是英国造船公会的一部分，持续存在的问题导致船厂被国有化 。一九七一年，于六十年代以前曾建造多艘船只的Arrol Gantry综合设施被拆除 。于一九八九年，这国有化的公司以管理及员工收购型式，由英国政府出售给挪威航运巨头弗雷德·奥尔森，形成一家名为哈兰德·沃尔夫控股公共有限公司。这时候，公司雇员已降至约三千人。
接下来的几年里，哈兰德·沃尔夫专门制造标准的蘇伊士型油轮，并继续专注于海上石油及天然气行业的船舶。它已经在这个市场之外地区进行了一些尝试，却未能成功投得于Chantiers de l'Atlantique建造新玛丽皇后的冠達郵輪工程。
九十年代末，该船厂被鉴定为英国航空航天公司伊利沙白女王級航空母艦计划团队的一部分。按计划，该船只应在贝尔法斯特的哈兰德·沃尔夫船厂组装。 一九九九年，BAE与馬可尼電子系統合并。新公司BAE 馬可尼電子合拼公司，加上前馬可尼于克萊德河和巴羅因弗內斯城的造船厂资源，使船厂的参与达到高于要求。

## 公司重组及丧退
面对竞争压力（特别是在造船方面），哈兰德·沃尔夫寻求发展转移。他决定扩大其投资组合，更少关注于造船业，更多关注于设计和结构工程，以及船舶维修，海上建设项目，并竞争参与其他项目，例如金属工程和建筑。这导致哈兰德·沃尔夫在英国和爱尔兰共和国建造了一系列桥梁，除了八十年代的福伊尔桥，还有詹姆斯乔伊斯桥和Ha'penny桥的修复。
哈兰德·沃尔夫的最后一个造船项目是MV Anvil Point，它为国防部建造了六艘相同的Point-class船舶。这艘船是在获得德国造船厂Flensburger Schiffbau-Gesellschaft的许可下建造的，于二零零三年起航。
哈兰德·沃尔夫几乎在二零零三年获得了建造RMS Queen Mary二号的合同，但没有获得政府的资助。结果，合同授让了给Chantiers de l'Atlantique。该船只于二零零四年投入使用。
近年来，该公司的船舶工作项目可见增长。虽然哈兰德·沃尔夫未能预见参与任何造船项目，但该公司越来越多参与大修、装配，和船舶、石油平台和海上设备的建造维修 。 二零一一年二月一日哈兰德·沃尔夫宣布赢得了翻新SS Nomadic的合同，重新点燃了与白星航運近一百五十年的合作关系。船上的钢结构工程于二零一一年二月十日开始，并及时于二零一二年贝尔法斯特泰坦尼克号节以前完成。 二零一二年七月，哈兰德·沃尔夫计划开展赫斯基石油SeaRose FPSO（浮式生产，储存和卸载）船的干船坞服务。
今天，贝尔法斯特的天际线仍然由哈兰德·沃尔夫两座着名的，并分别于一九七四年和一九六九年建造的起重机，Samson和Goliath主导 。由于公司对新兴技术进行了多元的投资，包括可再生能源、海上风力发电和潮汐发电建设技术等，船厂有望能长远改善财政，并从新带来繁荣和复苏 。 例如，英国有计划于二零零八至二零二零年期间建造七千五百个新的海上风力涡轮机，对重型装配的工作产生巨大的需求。与在现场组装的陆上风力涡轮机不近相同， 海上风力涡轮机的部分组装需要在船厂内完成，而建筑驳船的塔架部分、转子和船舱最后才运输到现场进行组装。因此，于二零零七年底，Goliath起重臂重新投入使用。由于缺乏运作，起重臂于二零零三年重新进行了防蛀。
二零零八年六月，贝尔法斯特码头的装配工作正在由罗宾里格风电场的六十台维斯塔斯V90-3MW风力涡轮机进行。这是公司完成巴罗海上风电场的物流以后，为维斯塔斯组装的第二个海上风电场 。二零一一年八月，哈兰德·沃尔夫完成了Ormonde风电场的物流，该风电场由三十台RE power 5MW风机组成。
二零零八年三月，世界上第一台用于船用电流涡轮机的商用潮汐流涡轮机的建造于贝尔法斯特码头完成了。 二零零一年四月，1.2MW SeaGen潮汐系统的安装在Strangford Lough开始。
二零一零年七月，哈兰德·沃尔夫获得了Scotrenewables有限公司制造原型潮汐能涡轮机的合同。SR250设备的制造于二零一一年五月完成，此后机械一直在奥克尼进行测试。
截至二零一二年四月，海上风电产业的蓬勃发展成为焦点。 哈兰德·沃尔夫目前正在为多格滩和Firth of Forth海上风电场开发三个创新的气象桅杆基础，并正在为GwyntyMôr海上风电场的两个西门子变电站进行最后加工。该公司七成半的工作是依赖海上可再生能源。 哈兰德·沃尔夫是众多英国和国际公司中，从风力和海洋发电获益的其中一家，这技术为它吸引了大量外来投资。
二零一九年八月，该公司宣布他们将于八月五日停止运行。

## 档案
哈兰德·沃尔夫的一系列文件正储存于北爱尔兰的公共记录办公室（PRONI）。二零零七年，“哈兰德·沃尔夫的论文简介”指出：“PRONI的哈兰德·沃尔夫档案包括约两千份文件，约两百卷和约一万六千份文件。涉时由一八六一到一九八七年，记录了贝尔法斯特着名造船公司的大部分历史”。阿尔斯特民俗和运输博物馆（UFTM）里也储存了类似数量的主要档案。UFTM有哈兰德·沃尔夫的摄影收藏和船舶计划图（即技术图纸）。 一八九零到一九四五年期间，大约八千份哈兰德·沃尔夫建造船的图保存在UFTM的图书馆中。然而，UFTM的收藏目前尚未有计划向公众开放，也尚未设有复制服务。 可追溯至一八六零年至一八八二年时期，早期的船舶计划由McCluskie（出版于一九九八年）的一本图画书中复制。有关哈兰德·沃尔夫公共有限公司于Goland码头的记录由格拉斯哥大学档案馆（GUAS）存护。

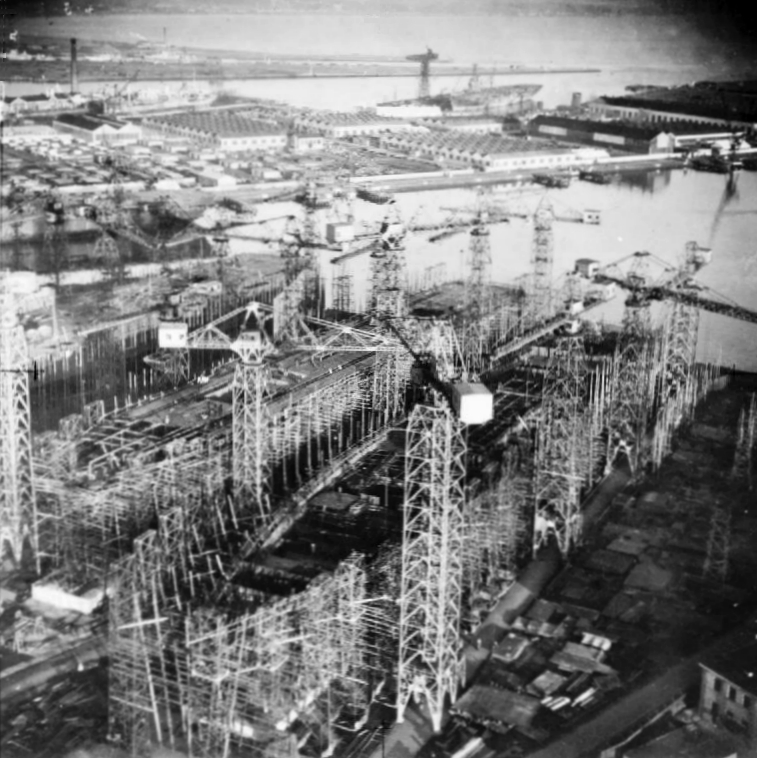
一九四四年，船坞中正在为海军建造航空母舰